# North Newington
North Newington is een civil parish in het bestuurlijke gebied Cherwell, in het Engelse graafschap Oxfordshire met 324 inwoners.